# Isoperla curtata
Isoperla curtata és una espècie d'insecte plecòpter pertanyent a la família dels perlòdids.

## Descripció
- Les nimfes són d'una grandària relativament gran (entre 11,2 i 14,8 mm), tenen el cos cobert per una pilositat abundant, presenten un color principalment groguenc (incloent-hi les antenes) amb patrons marrons, el pronot el·líptic i el cap, amb un disseny característic, mostra una taca rodona i clara envoltada per tres ocels.[6]

## Hàbitat
En el seu estadi immadur és aquàtic i viu a l'aigua dolça, mentre que com a adult és terrestre i volador.

## Distribució geogràfica
Es troba a Europa: la península Ibèrica.